# Ostichthys
Ostichthys è un genere di pesci ossei marini appartenente alla famiglia Holocentridae.

## Distribuzione e habitat
Il genere è endemico dell'Indo-Pacifico con l'unica eccezione di O. trachypoma che si trova invece nelle regioni tropicali e subtropicali dell'oceano Atlantico occidentale e del mar dei Caraibi.
Vivono abbastanza in profondità, fino a qualche centinaio di metri, su fondi duri.

## Descrizione
La sagoma è piuttosto alta, più che negli altri Holocentridae tranne Myripristis; gli occhi sono grandi e la bocca inserita obliquamente. Il colore in genere rosso vivo uniforme; in alcune specie il centro delle scaglie è più chiaro. Sono pesci di taglia modesta, di solito non superiori a 20 cm anche se O. japonicus può eccezionalmente raggiungere 45 cm di lunghezza.

## Specie
Il genere conta 16 specie:
- Ostichthys acanthorhinus
- Ostichthys archiepiscopus
- Ostichthys brachygnathus
- Ostichthys convexus
- Ostichthys daniela
- Ostichthys delta
- Ostichthys hypsipterygion
- Ostichthys hypsufensis
- Ostichthys japonicus
- Ostichthys kaianus
- Ostichthys kinchi
- Ostichthys ovaloculus
- Ostichthys sandix
- Ostichthys sheni
- Ostichthys spiniger
- Ostichthys trachypoma